# 발렌시아주
발렌시아주(스페인어: Comunidad Valenciana, 카탈루냐어: Comunitat Valenciana)는 스페인의 광역자치주이다.
전체 해안선은 518 km에 이르며 전체 면적은 23,255 km2이며 2005년 기준 인구는 480만 명에 이른다. 현재의 영역은 과거 발렌시아 왕국의 역사적 환경을 전적으로 반영하고 있다. 자치 지방 기구에 따르면 발렌시아는 국적 즉 country로 취급되기도 한다. 공식어는 스페인어와 발렌시아어 (카탈루냐어 방언)이며 주도(수도)는 발렌시아이다.

## 명칭
영어에서 발렌시아 지방을 지칭하는 이름은 "Land of Valencia", "Region of Valencia" 등이었으며 단연 "Valencia"로 가장 많이 불려왔다. 스페인에서는 1982년 지방 자치제가 도입되면서 공식적으로 꼬뮤니탓 발렌시아(Comunitat Valencia)가 되었다.
공식용어로 지칭되기도 하지만 18세기 이후 발렌시아 발렌시아 국(País Valencià / País Valenciano) 등으로 널리 불려왔다. 일반적으로 발렌시아 지방이라 함은 발렌시아 시로 대변되며 카탈루냐어의 방언인 발렌시아어를 사용하는 사람들과도 상응하는 말이다.

## 지리
내륙 지방이 전체적으로 산악지대이며 이베리아 산맥을 이루며 높게 솟아 있다. 알리칸데 주에 있는 산은 페냐골로사 등이 있으며 가장 상징적인 산이다. 때문에 사람들이 이 산을 가장 높은 것으로 알지만 실제로 가장 높은 봉우리는 칼데론(Calderón)으로 해발고도는 1,839 m이다. 린콘 데 아데뮤즈(Rincón de Ademuz) 지방에 속하며 이 지역에만 1,500m 이상의 봉우리가 세 개 더 있다. 남쪽 지방에서 손꼽히는 산으로는 아이타나(Aitana, 1,558 m)가 있다.
일부 지역을 빼고 해안 지방은 아주 비옥한 평원 지대를 이룬다. 이러한 해안 지대는 습지대 혹은 소택지를 이루며 발달해 있다. 이들 지역의 상당수가 람사조약에 가입되어 있어 습지 보호의 혜택을 받고 있다.
살레르 지역과 가르다마라 지역에 모래 언덕이 있는데 19세기 이후에 보호를 위해 수천그루의 나무를 심고 있어 생태적 가치가 아주 높은 곳으로 보호받는다.

## 행정 구역
3개의 도로 나뉜다.
- 발렌시아도
- 알리칸테도
- 카스테욘도

## 기후
발렌시아 지방은 대체적으로 온난한 기후이며 지중해의 영향을 다분히 받는다. 또한 강수량에 있어서는 고타프리아 현상의 영향도 받는다.
- 지중해성 기후: 지중해성 기후는 발렌시아 지방에서 해안 평원을 따라 북쪽 끝까지 영향을 끼친다고 해도 거짓이 아니다. 겨울에는 서늘하고 여름은 길며 매우 건조하고 덥다. 봄과 가을에 비가 많이 오며 강수량은 대개 600 mm 내외에 머문다. 마리나 알타 지방과 라 사포르 지방에서는 강수량이 1000 mm 이상으로 특이한 기후가 나타나기도 한다. 이는 산악지대로 비구름을 접하기 때문이다.

- 지중해성-대륙성 기후: 내륙 지방에 해당하며 높은 고도에 위치한 곳이 이 기후에 해당한다. 겨울에는 흔하지는 않지만 눈이 내리며 상당히 추운 날도 더러 있는 곳이다. 여름은 원래 따뜻하지만 때로 무덥다. 비가 일 년내내 고루 내리는 것이 특징이다.

- 지중해성-반건조 기후: 남쪽 지역과 해안평원의 일부 지역에 해당한다. 빌라 호이오사(Vila Joiosa)와 알리칸데 시, 엘스 시, 오리우엘라 시 등이 이 지역에 해당한다. 여름이 아주 길어서 무덥고 건조한 반사막 기후가 나타난다. 겨울이 온난하고 서늘하며 강수가 거의 없어 300 mm에 그친다. 강우는 봄과 가을에 거의 나타나며 이 지역이 서쪽의 알리칸테 주의 언덕 지대의 영향으로 비그늘 지대인 탓에 이런 현상이 나타난다.

## 요리
발렌시아 지방의 요리는 아주 다양하다. 하지만 국제적으로는 발렌시아 파에야라고 하여서 쌀에 기초한 요리가 널리 알려져 있다. 쌀이 모든 일상 생활에서 주요한 요리이며 쌀 종류도 다양하다.
지중해성 기후로 인해 감귤류의 과일과 채소를 많이 재배하고 오렌지류의 과일도 널리 재배된다. 확실한 통계는 없지만 발렌시아에서 가장 많이 생산되는 작물에 해당한다.

### 음료
오르차타(horchata)가 가장 흔한 음료이다. 여름철에 먹는 음료로서 꼭 마셔봐야 할 음료이다. 추파(chufa)라는 식물에서 나는 땅속 열매를 갈아서 설탕을 넣고 희석하여 만든다고 한다. 또한, 계피나 레몬 껍질을 넣은 변형적인 오르차따도 있다.

### 후식
대다수의 후식류가 아랍 문화에 기반을 두고 있으며 지역 축제에서도 항상 등장한다. 일부는 유럽 지대에서 인기 있다. 시소나라고 하는 것은 부드러운 누가(nougat) 과자로서 스페인과 기타 히스패닉 국가에서 모두 즐겨먹는 디저트이다. 호박으로 만드는 후식인 아르나디라는 후식도 있다. 오리우엘라 시 일대에서는 알모자베나스(almojábenas)라는 과자와 아몬드에 설탕을 뿌려서 만드는 펠라디야스가 생산되기도 한다.

## 인구
| 연도        | 인구      | ±%     |
| ----------- | --------- | ------ |
| 1900        | 1,587,533 | —      |
| 1910        | 1,704,127 | +7.3%  |
| 1920        | 1,745,514 | +2.4%  |
| 1930        | 1,896,738 | +8.7%  |
| 1940        | 2,176,670 | +14.8% |
| 1950        | 2,307,068 | +6.0%  |
| 1960        | 2,480,879 | +7.5%  |
| 1970        | 3,073,255 | +23.9% |
| 1981        | 3,646,870 | +18.7% |
| 1991        | 3,857,234 | +5.8%  |
| 2001        | 4,162,776 | +7.9%  |
| 2011        | 5,009,931 | +20.4% |
| 2020        | 5,057,353 | +0.9%  |
| Source: INE |           |        |